# Paronana maculosa
Paronana maculosa är en urinsektsart som först beskrevs av John Tenison Salmon 1937.  Paronana maculosa ingår i släktet Paronana och familjen Paronellidae. Inga underarter finns listade i Catalogue of Life.